# Vicens Vacca
Vicens Vacca   (Granollers, 1954) és un artista català considerat com un dels referents en el camp de l'art sonor.

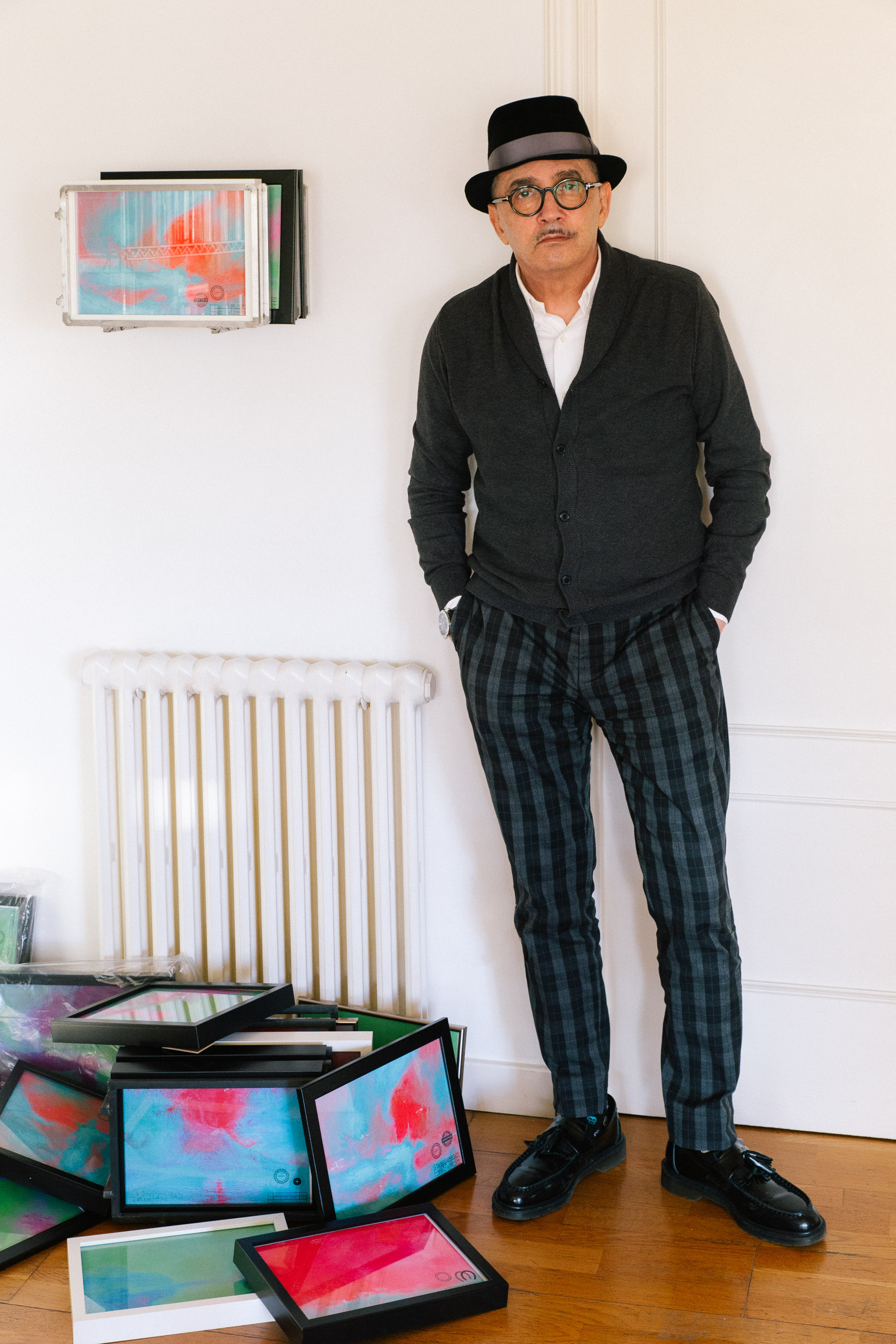
Vicens Vacca i ZERO COPIA

Fill del músic de Jazz i esportista Vicenç Vacca i Roca, la seva família sempre va estar vinculada a la música i a alguns escriptors i intel·lectuals com Eugeni Xammar, Josep Pla o Carles Sindreu. Les seves primeres manifestacions artístiques van ser durant la dècada dels anys 80 treballant diferents aspectes de l'art conceptual. Des dels seus primers treballs d'art sonor, que es remunten a 1990, el so mai és un complement addicional, sinó un element corpori amb qualitats plàstiques, materialitzant-se a l'espai de l'acció com a objecte escultòric. Entre les seves col·laboracions destaquen artistes com Pep Agut, Jordi Benito, Pep Duran, Carlos Pazos i Javier Peñafiel; o comissaris com Manel Clot.
Els seus treballs han estat exposats al Museu Picasso de Barcelona, el Museo Patio Herreriano de Valladolid, Arts Santa Mònica, La Virreina Centre de la Imatge, Iklectik (Londres), Errant Sound (Berlín) o l'Espai d'Art Contemporani de Castelló. L'any 2021, es va presentar en el Centre d'Art Tecla Sala l'exposició Fora de cap lloc en la qual s'abastava més de 35 anys de la trajectòria de l'artista en els que ha experimentat amb la incidència del so com a mitjà artístic. En aquesta exposició s'incloïen algunes de les seves primeres produccions com Literatura universal (1986); treballs de referència en la seva trajectòria com Història de la música (1996); o apps sonores per a telèfons mòbils com Zen (2016-2018) i Grand Hall Lament (2013), entre d'altres.
En el text que va escriure Valentín Roma, escriptor, historiador de l'art, comissari d'exposicions, per al catàleg de l'exposició SOS a l'Espai d'Art Contemporani de Castelló, Roma deia sobre Vacca: "Hay algo equívoco –y por ello fascinante– en cómo el propio artista se describe o describe sus propuestas. En su manera de atender a lo fallido, en sus formas de señalar lo ausente, en su inclinación a sobre indicar qué sitios epistemológicos ha abandonado. Esto, unido a lo huidizo de su propia figura para cualquier inquietud sistémica, fundamentalmente para los sistemas del arte, hacen de Vacca un caso perfecto con el que tranquilizar las asperezas que implica cualquier heterodoxia. Pero precisamente por eso, porque Vacca no milita en ninguna capilla ni en ningún nicho de época, su obra, o mejor su desobra, resulta tan apabullante y de tanta rotundidad”.
El crític i comissari d'exposicions Luis Francisco Pérez es referia a l'artista en el catàleg de l'exposició Fora de cap lloc de la següent manera: "Vicens Vacca ha estat sempre, essencialment, artista per plaer i per coneixement de la matèria, però un artista molt «rar», és a dir, lliure, i que en totes les ocasions que ha tingut l'oportunitat de mostrar el seu treball (menys de les que haurien hagut de ser si el sistema de l'art d'aquest país estigués més normalitzat) ha aconseguit expandir la seva idea i interpretació de la creació artística mitjançant un univers objectual tan complex com intel·lectualment sofisticat. Essencialment pel seu interès a re-estructurar i alterar el signe enunciador d'aquest objecte, i això sense abandonar la segura afirmació d'estar creant una escultura altra, que en absolut traeix la seva pròpia herència, ans al contrari: la dilata en qüestionaments interns, la descompon en els seus processos i finaliitats, la destrueix com a territori de significació per invertir i transformar (mai, mai, per tergiversar o confondre gratuïtament) la dimensió oculta i conceptual de qualsevol objecte d'art".
El treball de Vicens Vacca forma part de la Col·lecció Nacional d'Art Contemporani de la Generalitat de Catalunya. 